# Ellen Price
Ellen Juliette Collin Price, gift de Plane (21. juni 1878 i Snekkersten – 4. marts 1968 i Brøndby) var en dansk solodanser og skuespiller. Hun regnes for at være en af de mest betydningsfulde danserinder i sin tid.
Ellen Price var datter af balletdanser og skuespiller Andreas Nicolai Carl Price (1839-1909) og Helga Collin (1841-1918), og derfor oldebarn af Jonas Collin. Hun blev optaget på Det Kongelige Teaters Balletskole i 1885, hvor hun først modtog undervisning af sin fars fætter, Waldemar Price, og senere af Hans Beck.

## Karriere
Price debuterede i pas de trois'en i August Bournonvilles ballet La Ventana i 1895. I årene omkring århundredeskiftet dansede hun ofte med Gustav Uhlendorff, den senere balletmester. Efter at have danset titelpartiet i Sylfiden blev hun i 1903 forfremmet til solodanser. Som forberedelse til Sylfiden søgte hun vejledning hos faderens kusine, Juliette Price (1831-1906), der selv havde danset partiet i Bournonvilles tid. Juliettes mundtlige vejledning: "En Sylfide dør ikke som et Menneske, men som en Blomst, som en Sommerfugl, der faar strøget Støvet af Vingerne" gav Ellen Price videre til næste generations sylfider, deriblandt Margrethe Schanne og Elsa Marianne von Rosen. Ellen Prices fortolkning af titelpartiet i Den lille Havfrue gjorde også stort indtryk i samtiden. Carl Jacobsen blev så inspireret af Prices dans, at han bestilte skulpturen, Den lille Havfrue hos billedhuggeren Edvard Eriksen. Som forberedelse overværede Eriksen flere gange balletten. Det var hans ønske, at Ellen Price skulle sidde model, men det ville hun ikke. Hun udtalte senere: "En kongelig solodanserinde sidder ikke model for en kunstner."
Da hendes helbred på grund af en formodet hjertefejl ikke længere tillod, at hun dansede, helligede hun sig i skuespillet i stedet. Først var hun tilknyttet Aarhus Teater, men flyttede senere til Bornholm og optrådte der. Efter sin skilsmisse flyttede hun tilbage til København, hvor hun etablerede egen balletskole.

## Ægteskaber
Ellen Price blev i 1902 gift med journalist Xavier de Plane (1880-1945). Parret blev skilt, og hun giftede sig i 1919 med skuespilleren Aage Colding, der døde allerede i 1921. I 1932 giftede hun sig atter med sin første mand.
Hun er begravet på Gudhjem ældre Kirkegård.

## Fodnoter
1. ↑  PRICEFAMILIENS GENEALOGI: Tredje Slægtled (Webside ikke længere tilgængelig)
2. ↑  "Geocaching.com The little mermaid (Havfruen)". Arkiveret fra originalen 28. oktober 2007. Hentet 25. november 2009.